# Macrochelifer tibetanus
Genre
Espèce
Synonymes
- Chelifer tibetanus Krumpál, 1979

Macrochelifer tibetanus, unique représentant du genre Macrochelifer, est une espèce de pseudoscorpions de la famille des Cheliferidae.

## Distribution
Cette espèce est endémique du Qinghai en Chine.

## Publications originales
- Redikorzev, 1918 : Pseudoscorpions nouveaux. I. Ezhegodnik Zoologicheskago Muzeya, vol. 22, p. 91-101.
- Vachon, 1940 : Remarques sur Macrochelifer, nouveau genre de Pseudoscorpions. Bulletin du Muséum National d'Histoire Naturelle, Paris, sér. 2, vol. 12, p. 412-414 (texte intégral).